# SOR Libchavy

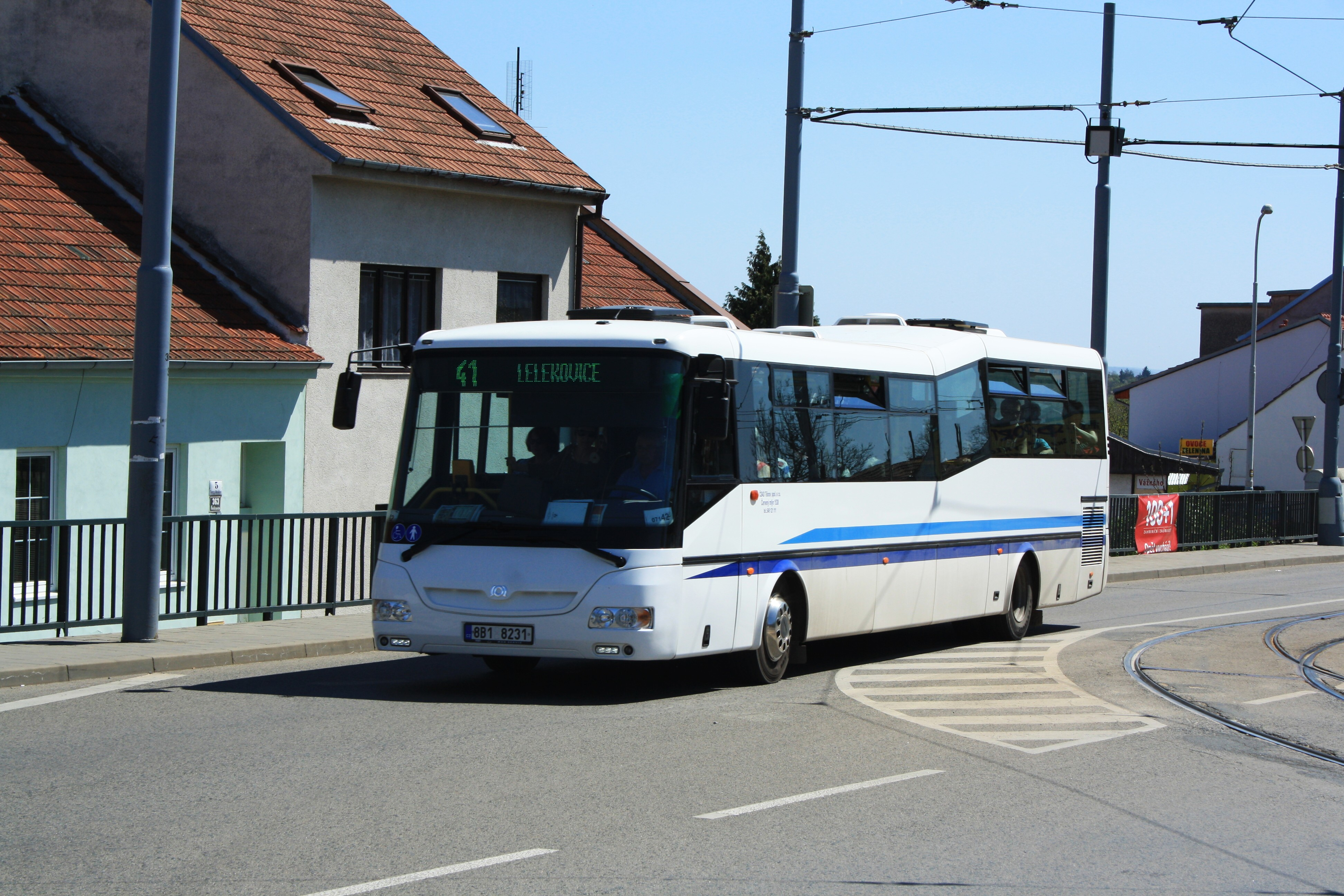
Charakteristický částečně nízkopodlažní autobus SOR BN 12

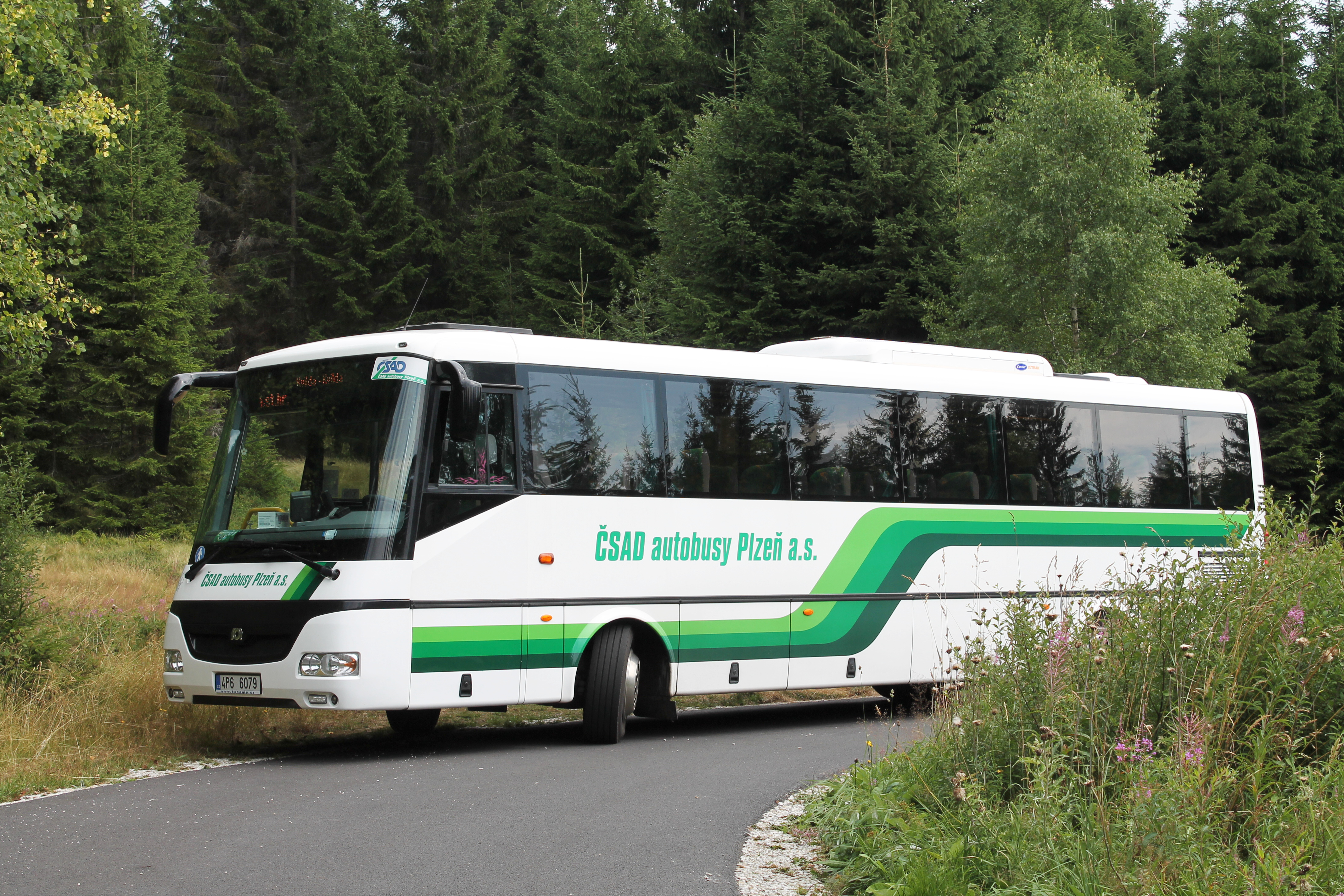
Linkový autobus SOR C 10,5

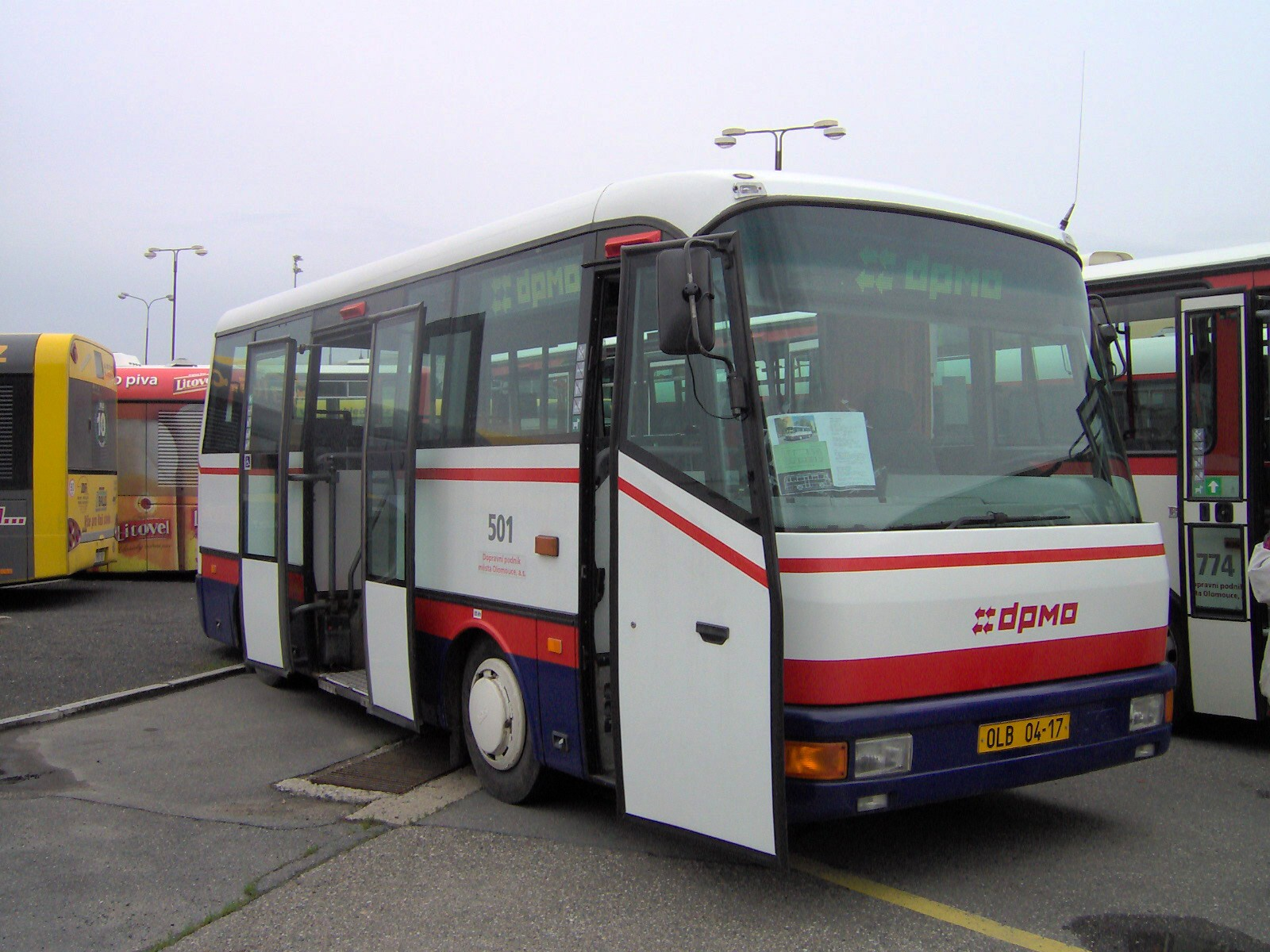
SOR B 7,5 patří k řadě nejmenších minibusů SOR

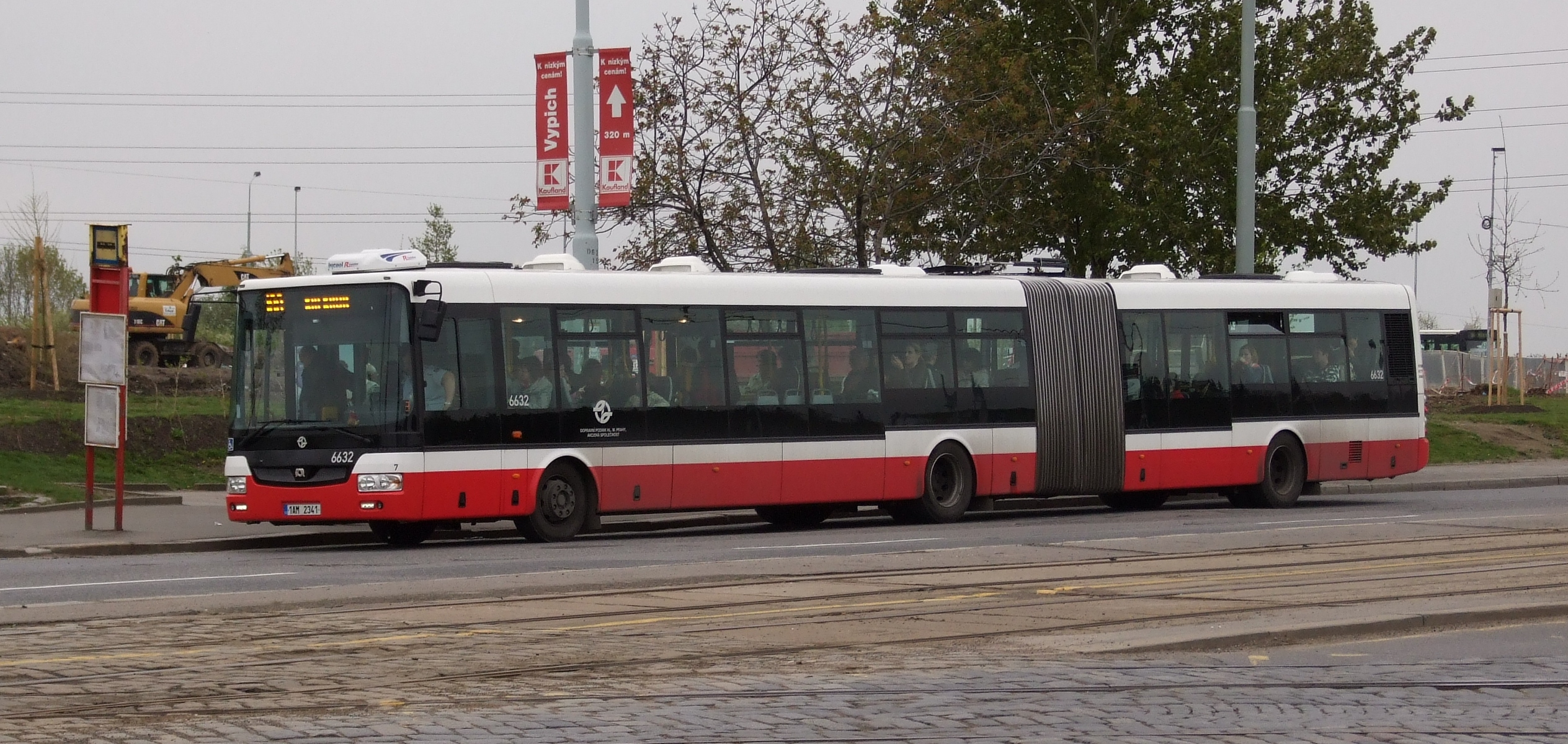
Městský kloubový autobus SOR NB 18 City

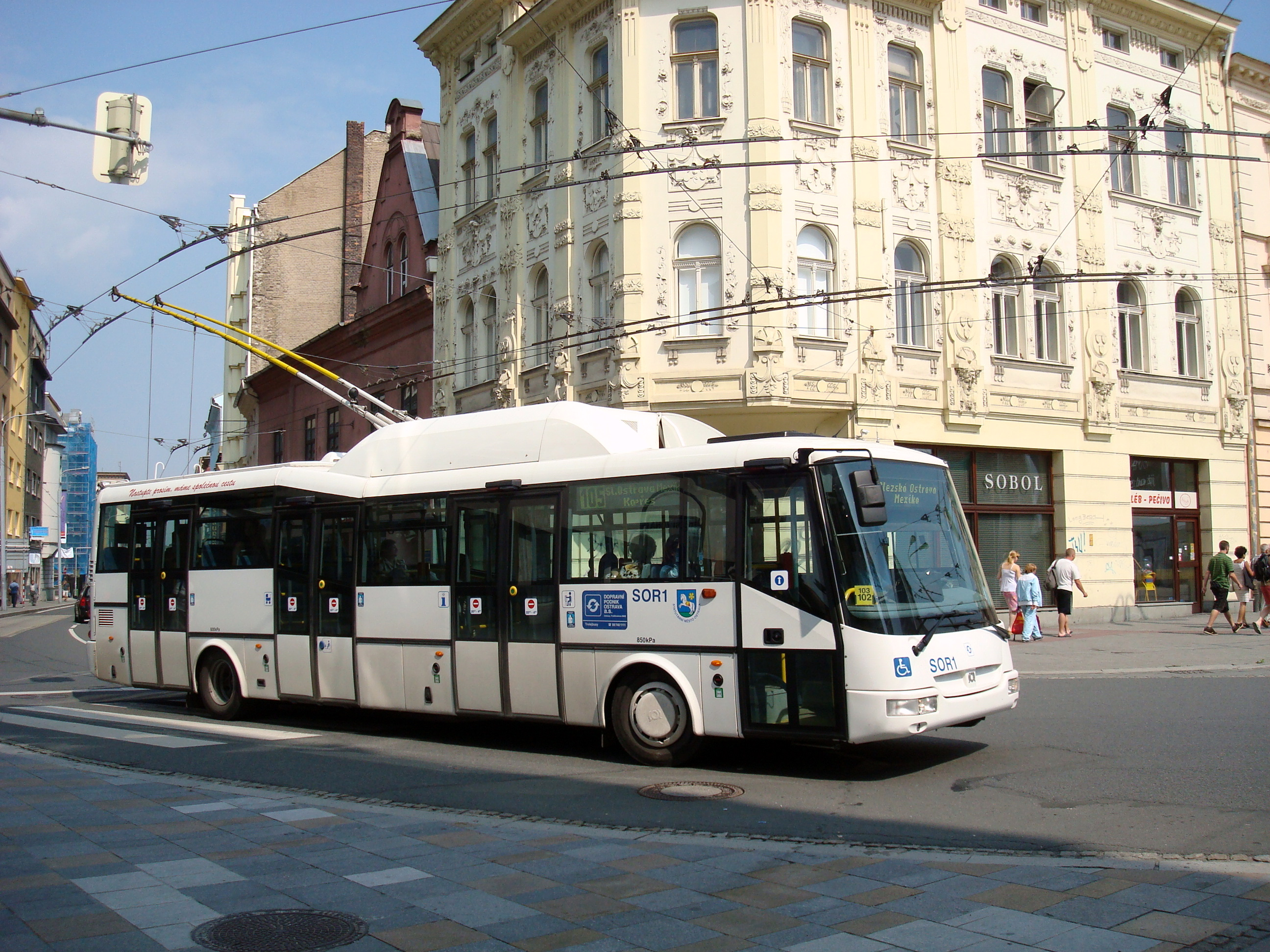
První vyrobený trolejbus SOR TN 12 A

SOR Libchavy spol. s r. o. je český výrobce trolejbusů a autobusů pro městskou, meziměstskou a turistickou dopravu. Sídlí v Dolních Libchavách u Ústí nad Orlicí. Zkratka SOR pochází z původního názvu podniku před privatizací: „Sdružení opravárenství a rozvoje“. Výrobu autobusů zde zavedl Jaroslav Trnka, bývalý ředitel Karosy Vysoké Mýto, a jeho tým. Firmu ovládla investiční skupina J&T, která ji v roce 2009 vložila do Energetického a průmyslového holdingu společného s PPF. Od roku 2012 je součástí EP Industries.

## Historie
Podnik do roku 1990 vyráběl a opravoval zemědělskou techniku – krmné vozy, vybírače siláže, obraceče píce, horské malotraktory a řadu dalších strojů. V roce 1991 došlo k privatizaci, nová společnost s ručením omezením byla do obchodního rejstříku zapsána 6. prosince 1991 a vlastnilo ji rovnými díly základního jmění 180 000 Kč devět fyzických osob z Vysokého Mýta a Libchav. Postupně přeorientovala výrobu na stavební techniku – maringotky a lešení. Během této produkce docházelo k vývoji autobusů. Výroba autobusů byla zpočátku dotována ze zisku z vývozu stavebního vybavení. První prototyp autobusu byl dokončen roku 1993 a první autobus byl prodán roku 1994; první vozy byly dodány do města Kadaň.
V srpnu 2005 bylo jmění společnosti navýšeno a 92% podíl získala BAULIGA a. s. V září 2005 byl tento podíl zastaven u Československé obchodní banky, v prosinci 2009 u Komerční banky. V roce 2008 byl obchodní podíl Bauligy dalším navyšováním základního jmění na 8 milionů Kč postupně zvýšen až na 99,8 %, 10. února 2010 se Bauliga stala jediným vlastníkem. Jaroslav Trnka však zůstal ve vedení firmy.
Firma se zaměřuje na levnou výrobu autobusů s levným provozem, určených především pro trhy zemí bývalého východního bloku, a na široký sortiment různých velikostí autobusů (nabídka zahrnuje délky 8,5 m, 9,5 m, 10,5 m, 12 m a kloubové 18 m, jeden z typů má délku 13,5 m). Design autobusů SOR byl zmiňován jako jejich slabší stránka. Postupně byly do výroby zařazeny i plynové autobusy, elektrobusy, hybridní autobusy a trolejbusy. Levnosti výroby je dosahováno maximální unifikací dílců, modulů a konstrukce, širokým využitím plastů, specifickými technologickými postupy atd., provozní náklady jsou šetřeny například nižší hmotností vozidel.
V roce 2010 bylo vyráběno kolem 500 kusů. Nejvíce autobusů firma prodávala v Česku. V České republice i na Slovensku měla podíl na prodeji autobusů asi 30 %. Firma měla zastoupení v Pobaltí, na Balkáně, v Rusku či v Moldavsku. V roce 2010 zaměstnávala kolem 600.
V roce 2009 vyhrála společnost SOR Libchavy velkou veřejnou soutěž na dodání autobusů pro Dopravní podnik hl. m. Prahy. V letech 2009–2018 měl SOR do Prahy dodat celkem 620 autobusů SOR NB v hodnotě přibližně 3,5 miliardy korun., a to 465 kusů vozů standardní délky NB 12, 235 kusů kloubových NB 18 a 20 kloubových autobusů s hybridním pohonem SOR NBH 18. V lednu 2010 zvítězila společnost i ve výběrovém řízení na autobusy pro dopravní podnik Bratislavy. Do hlavního města Slovenska měla společnost v letech 2010-2013 dodat 100 autobusů typu NB 18. V listopadu 2010 uspěla v soutěži na dodávku 15 midibusů nového typu SOR BN 8,5 pro Dopravní podnik hl. m. Prahy s datem dodání do 30. listopadu 2010.
Do května 2019 vyrobil SOR Libchavy přibližně 8 000 vozidel, z toho více než polovina byla určena pro české dopravce.
Od roku 2017 vyrábí SOR Libchavy řadu autobusů SOR NS 12 a SOR NS 18.
Na veletrhu CZECHBUS 2021 v Praze byla představena nová řada SOR ICN, v následujícím roce byla zahájena sériová výroba vozů v délkových verzích ICN 9,5, ICN 10,5, ICN 12 a ICN 12,3, díky čemuž skončila výroba vozů modelových řad C, CN a BN.
V roce 2022 došlo k ukončení výroby modelové řady NB. Poslední autobusy tohoto typu zamířily do Košic a Prešova.

## Licenční výroba
Modely autobusů SOR licenčně vyrábí od roku 1998 také maďarská firma Credo (dříve Kravtex). Mezi lety 2003 a 2007 vyráběla licenčně některé modely SORu (B 9,5, C 9,5, LC 9,5, C 10,5) také polská firma Solbus.
V letech 2001 až 2008 využívala platformu SOR firma Ekobus (do roku 2004 s názvem NORDlogistic) s výrobním závodem v České Lípě, která stavěla stejnojmenné autobusy s pohonem na stlačený zemní plyn (CNG). Od roku 2008 již SOR vyrábí CNG autobusy sám.